# Centre-Avia Airlines
Centre-Avia Airlines (Russisch: Авиакомпания ЦЕНТР-АВИА) is een Russische luchtvaartmaatschappij met haar hoofdzetel op het vliegveld Bykovo bij Moskou. Zij voert passagiers-, vracht- en chartervluchten uit binnen Rusland.

## Geschiedenis
Centre Avia Airlines is opgericht in 1999 waarbij Bykovo Avia samengegaan is met Centre Avia.

## Diensten
Centre Avia Airlines voert lijnvluchten uit naar:(juli 2007)
- Binnenland:

Magnitogorsk, Moskou

## Vloot
De vloot van Centre Avia Airlines bestaat uit: (februari 2012)
- 1 Cessna Citation II
- 2 Yakolev Yak-42D